# Nijenborgh 4 (Groningen)
Nijenborgh 4 is een gebouw van de Rijksuniversiteit Groningen en een van de eerste gebouwen op het Zernikecomplex.
Het Zernikecomplex ontstond eind jaren 60 aan de noordelijke rand van de stad Groningen. Nijenborgh 4 is sinds 1969 de thuisbasis van natuur- en scheikunde aan de zuidoostkant van het campusterrein.
De gebruikers ervaren het als een prettig en vooral heel functioneel gebouw. Het gebouw heeft het lang heel goed gedaan maar het energieverbruik is hoog, de installaties zijn al ver over hun technische levensduur heen, de waterleidingen vormen een broedplaats van legionella en het gebouw bevat asbest. De kozijnen zijn van staal en roestvorming zorgt dat de ramen knappen of gaan lekken.
Het bestaande Nijenborgh 4 moet daarom wijken om plaats te maken voor een compleet nieuw gebouw, waarvoor het definitieve ontwerp in december 2015 werd bekendgemaakt. In de zomer van 2020 is gestart met de bouw van de Feringa Building, vernoemd naar Nobelprijs voor Scheikundewinnaar Ben Feringa. Begin 2022 wordt met de bouw van fase 2 begonnen, die in de zomer van 2023 af moet zijn. Daarna kan de verhuizing worden voltooid en wordt het oude gebouw gesloopt. Ten dele, in elk geval. Afhankelijk van de ruimtebehoefte van de universiteit blijven mogelijk delen van Nijenborgh 4 overeind staan.